# Егінген (Швабія)
Егінген (нім. Ehingen) — громада в Німеччині, знаходиться в землі Баварія. Підпорядковується адміністративному округу Швабія. Входить до складу району Аугсбург. Складова частина об'єднання громад Нордендорф.
Площа — 9,64 км2. Населення становить 1097 ос. (станом на 31 грудня 2020).